# Big Dipper (Geauga Lake)

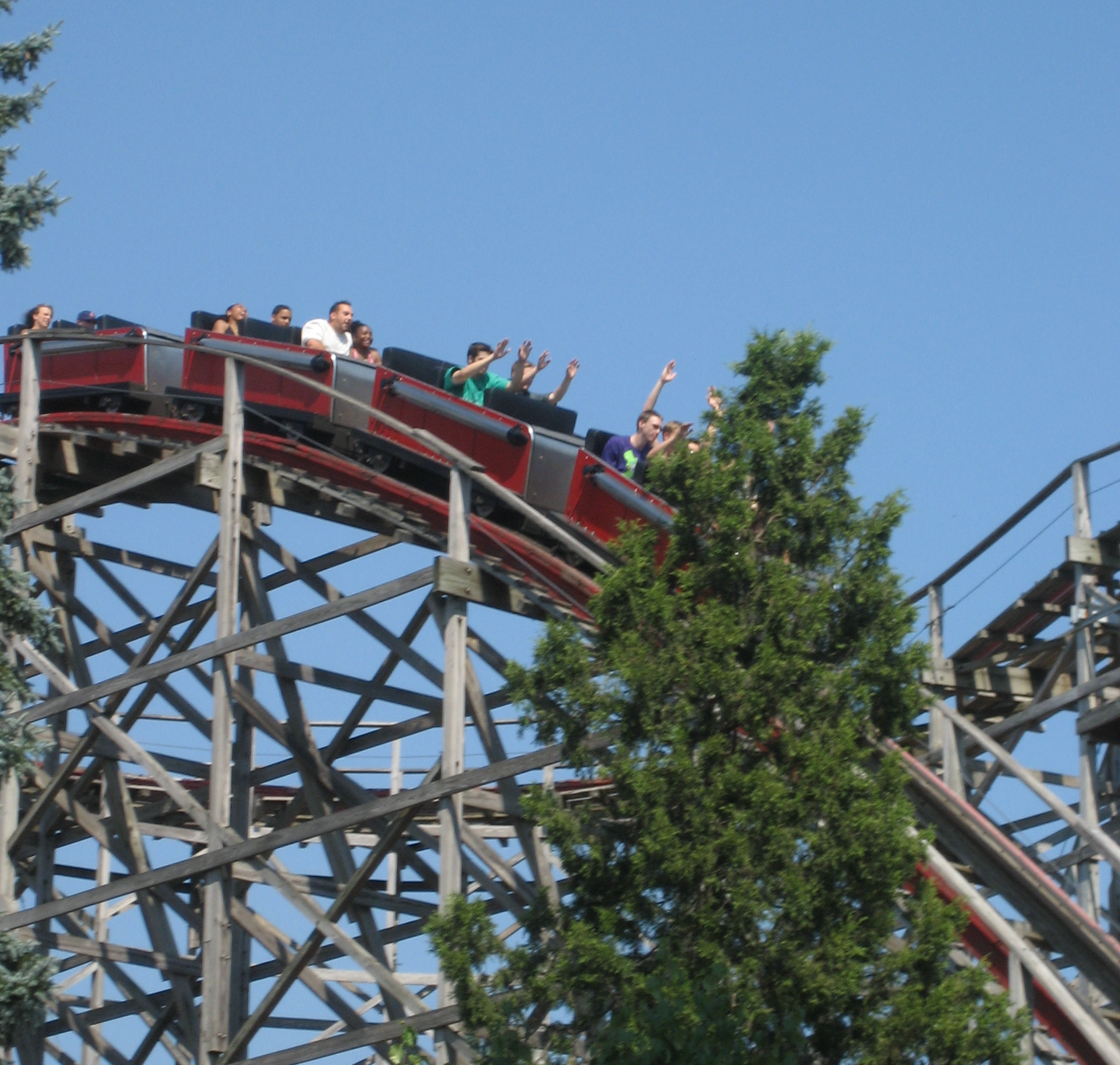
Ein Zug auf dem ersten Hügel

Big Dipper in Geauga Lake & Wildwater Kingdom (Aurora, Ohio, USA) war eine Holzachterbahn des Konstrukteurs John A. Miller, die 1925 als Sky Rocket eröffnet wurde. Unter diesem Namen fuhr sie bis zu einem unbekannten Zeitpunkt zwischen 1947 und 1950. Von da an fuhr sie als Clipper bis 1968 um schließlich in Big Dipper umbenannt zu werden. Am 16. September 2007 wurde sie zusammen mit dem gesamten Park geschlossen und für 5000 US-Dollar bei einer Auktion an Apex Western Machinery Movers verkauft, welche die Bahn für einen unbekannten Kunden transportiert.
Die 816,9 m lange Strecke erreichte eine Höhe von 19,8 m und die Höchstgeschwindigkeit betrug 51,5 km/h. 1980 wurde die Bahn komplett renoviert.

## Züge
Big Dipper besaß zwei Züge mit jeweils vier Wagen. In jedem Wagen konnten sechs Personen (drei Reihen à zwei Personen) Platz nehmen.

## Auszeichnungen
Big Dipper erhielt im September 2009 die Auszeichnung ACE Roller Coaster Landmark der American Coaster Enthusiasts.